# Dean Milner
General de Brigada Dean Milner (DJ, OMM, CD) es un militar canadiense. Es el Subcomandante general del III Cuerpo en Fort Hood y fue el Jefe de Estado Mayor de las Fuerzas Canadienses asimismo fue comandante de la Fuerza de Tarea Conjunta 5-10 en la guerra de Afganistán.

## Estudios
Dean J. Milner entró Royal Roads Colegio Militar en 1980 y se graduó con un Bachillerato en Artes en Economía y Comercio de la Real Escuela Militar. Milner también tiene una Maestría en Estudios de Guerra del Real Colegio Militar, que completó en mayo de 2010. 

## Carrera militar
Milner comenzó en 1984 asistiendo a los Reales Dragones Canadienses, (El RCD) 4 Grupo de la Brigada Mecanizada en Lahr, Alemania. Fue empleado como un líder de la tropa de tanque Leopard durante sus primeros dos años en el regimiento, Escuadrón de Enlace, Oficial Administrativo, y como capitán de batalla durante su último año. Fue ascendido al rango de capitán en 1986. Al término de su gira por Alemania en 1987, fue enviado como instructor a las tácticas de escuadrón, Centro de Formación de la Escuela de la Armadura, y posteriormente empleado como funcionario escolar estándares. En 1990, el General de Brigada Milner se envió al esquadrón C, el RCD, a los escuadrones de tanques canadienses independientes en CFB Gagetown. En la primavera de 1991, asistió al Colegio de Fuerzas de Tierra Canadienses y al Colegio de Comando y Estado Mayor y regresó al Escuadrón de Batalla C como el capitán / segundo al mando. 
En 1992 a Milner se lo envió a la RCD en Petawawa como Adjunto. Promovido al rango de Mayor en 1994, comandó un escuadrón de un año y el Escuadrón Sede el año siguiente, lo más destacado de los cuales fue el Regimiento de 1994-95 con un despliegue en Bosnia como parte de la Fuerza de Protección de las Naciones Unidas. 
En 1996, el General de Brigada Milner asistió a la Canadian Forces College de Comando y Estado Mayor en Toronto, seguido de un anuncio a la jefa de Estado Mayor J3 Rama de Operaciones en la Sede Nacional de Defensa. Se desempeñó durante dos años en la sección de planificación responsable de todas las operaciones de las fuerzas canadienses en apoyo de la OTAN en los Balcanes. En mayo de 2000, el General de Brigada Milner fue empleado como J3 en Operaciones Corrientes y fue responsable para el día a día de las operaciones del Centro de Mando de la Defensa Nacional (NDCC). Después de un viaje de seis meses en Etiopía / Eritrea como el director del Grupo de Observación de Operaciones de las Naciones Unidas, Milner se envió a la Dirección de Mantenimiento de la Paz en la Política Nacional de la Sede de Defensa. En 2002, asumió el mando de la RCD en Petawawa tiempo durante el cual mandó a un grupo de combate en Bosnia como parte de la SFOR. 
En 2005, el General de Brigada Milner fue ascendido al rango de coronel y se convirtió en el director de Entrenamiento del Ejército en LFDTS sede en Kingston, responsable de la formación individual y colectiva para el Ejército. 
Milner mandó el 2 Grupo canadiense de Brigada Mecanizada de agosto de 2007 hasta junio de 2009. Sólo recientemente completó el Programa de Seguridad Nacional en el Colegio fuerzas canadienses en Toronto. 
Milner fue el Comandante (designado) de la Fuerza de Tarea Conjunta 5-10 Afganistán y terminó su periodo de mandato en septiembre de 2010.